# Konstancja wodzisławska
Konstancja wodzisławska (zm. 1351) – księżna wodzisławska z dynastii Piastów.
Imiennie Konstancja pojawia się w źródłach dwukrotnie. Jako księżna (ducissa) raciborska występuje w indulgencji papieskiej z 1321, natomiast Kronika raciborska, tytułując ją księżną wodzisławską, wspomina o jej śmierci w roku 1351. Żadne ze źródeł nie przekazało pochodzenia Konstancji. Literatura przedmiotu jest zgodna tylko w tym, że była ona przedstawicielką dynastii Piastów. Trudności w ustaleniu, czyją była córką, są przyczyną występowania w nauce dwóch poglądów dotyczących jej losów.
Pierwszy z nich głosi, że Konstancja była córką Władysława opolskiego. Została wydana za mąż za Henryka IV Prawego, który po kilku latach współżycia oddalił ją od siebie. Porzucona przybyła do Raciborza, do braci Mieszka i Przemysława. Z księstwa raciborskiego został wydzielony dla niej Wodzisław, w którym rezydowała do śmierci. Badacze niezgadzający się z tą hipotezą podają, że Władysław opolski miał córkę o nieznanym imieniu, która zmarła albo wkrótce po zaślubinach z Henrykiem, albo pomiędzy odsunięciem jej przez męża a zawarciem przez niego kolejnego małżeństwa.
Według drugiego poglądu, opartego na tytulaturze Konstancji w źródłach: księżna (ducissa) raciborska i księżna wodzisławska, Konstancja była córką Przemysława raciborskiego. Z pewnością do końca życia pozostała niezamężna. Osiadła w Wodzisławiu, stanowiącym najpewniej jej dożywotnie uposażenie.

## Życiorys

### Poglądy o córce Władysława opolskiego

#### Problem identyfikacji

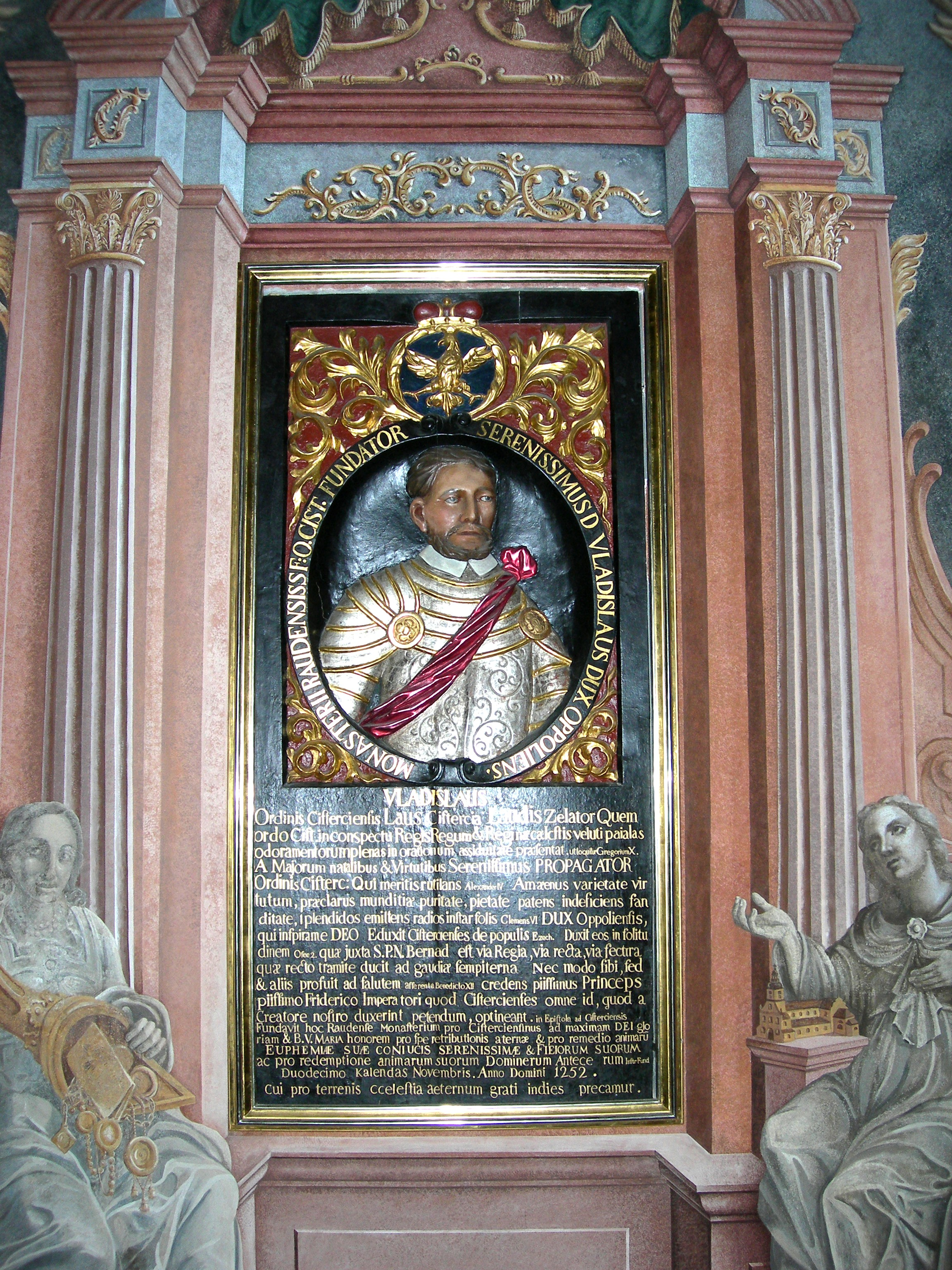
Epitafium Władysława opolskiego w kościele klasztornym w Rudach Wielkich

Ze źródeł wiadomo jedynie, że z małżeństwa z Eufemią, córką księcia wielkopolskiego Władysława Odonica, Władysław opolski miał córkę, która została poślubiona przez księcia wrocławskiego Henryka IV Prawego. Żadne źródło nie przekazało bezpośrednio jej imienia, w związku z czym literatura historyczna jest podzielona w kwestii jej identyfikacji. Część historyków podziela pogląd, iż ową córką Władysława opolskiego była właśnie Konstancja wodzisławska, przeciwnicy tej koncepcji utrzymują, że jej imię pozostaje nieznane. Nie zyskały aprobaty hipotezy, jakoby córka Władysława opolskiego miała na imię Małgorzata albo Grzymisława. Z braku informacji źródłowych i z oparcia się jedynie na przesłankach wynikają rozbieżności w poglądach rekonstruujących jej losy.

#### Narodziny
Dokładna data narodzin córki Władysława opolskiego nie jest znana. Przybliżony rok urodzenia został ustalony na podstawie jednej z dwóch suplik skierowanych do papieża, aczkolwiek ich wiarygodność podawana jest w wątpliwość. W dokumencie tym jej bracia – uważani w literaturze za autorów obydwu skarg – nadmienili, że wychodząc za mąż za Henryka Prawego, była ona w wieku niezdatnym do małżeństwa. Jako że związek został zawarty między 1277 a 1280, Piastówna urodziła się ok. 1265. Jej narodziny najprawdopodobniej miały miejsce w Opolu, stolicy księstwa jej ojca, bądź w Raciborzu. Umownie wśród potomstwa Władysława opolskiego i Eufemii Odonicówny jest umieszczana na ostatnim, piątym miejscu, aczkolwiek mogła być starsza od Przemysława raciborskiego. Gdyby miała na imię Konstancja, jej miano nawiązywałoby do siostry wujecznej Konstancji, córki Przemysła I wielkopolskiego.

#### Małżeństwo z Henrykiem IV Prawym

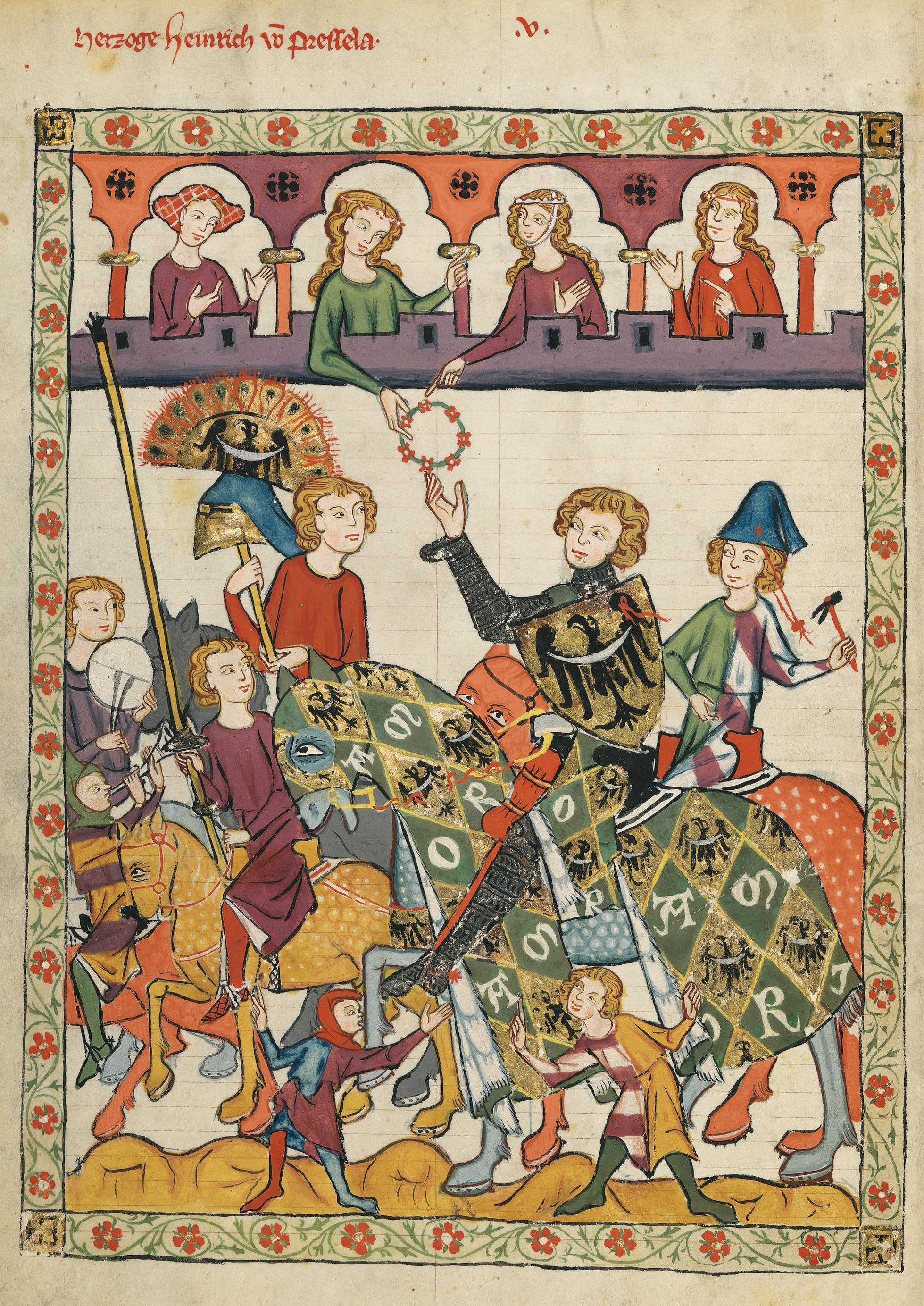
Henryk IV Prawy na miniaturze z Codex Manesse

Córka Władysława opolskiego została wydana za mąż za księcia wrocławskiego Henryka IV Prawego. Celem małżeństwa było utrwalenie sojuszu opolsko-wrocławskiego. Termin zaślubin różni historycy umieszczają między drugą połową 1277 a marcem 1280. Termin początkowy wyznacza wypuszczenie Henryka z półrocznej niewoli u stryja Bolesława II Rogatki 22 lipca 1277. Ceremonia ślubna nie mogła odbyć się wcześniej, gdyż w opisie wydarzeń z okresu niewoli Kronika polsko-śląska określiła księcia wrocławskiego mianem chłopca, co byłoby niemożliwe, gdyby Henryk był wówczas żonaty. Termin końcowy związany jest ze zjazdem w Wiedniu z marca 1280, na którym to w dokumencie kończącym pewien spór pomiędzy książętami wrocławskim i opolskim Władysław nazwał Henryka zięciem. Możliwe, że umocnieniem tego porozumienia były właśnie zaślubiny córki Władysława z Henrykiem.
Istnieje hipoteza zawężająca okres zawarcia małżeństwa między córką Władysława opolskiego i Henrykiem Prawym do lat 1277–1278. Opiera się ona na następujących przesłankach. W liście króla czeskiego Przemysła Ottokara II do biskupa ołomunieckiego Brunona z 15 sierpnia 1277 król czeski wspomniał o zjeździe z księżnymi polskimi. Jako że te chciały spotkać się w Raciborzu, wnosi się, że miały nimi być księżna opolska Eufemia wraz z córką, a na zjeździe miano omówić sprawy związane z zaślubinami Władysławówny i Henryka. Zabiegi króla czeskiego tłumaczy się natomiast chęcią uzyskania przez niego wsparcia Władysława opolskiego i Henryka Prawego w wojnie z Rudolfem Habsburgiem. Według omawianej hipotezy istnieje źródło przekazujące, iż w drugiej połowie 1277 istniał sojusz pomiędzy książętami wrocławskim i opolskim. Wśród dokumentów wystawionych przez Władysława opolskiego i jego synów znajduje się również akt udzielenia poparcia dla wszystkich planów Henryka IV. Dokument ten został wydany po zawarciu małżeństwa, ponieważ książę opolski nazwał w nim Henryka zięciem, zaś najpóźniej w 1278, gdyż znalazła się w nim klauzula, iż gwarantem zobowiązań księcia opolskiego był Przemysł Ottokar II, poległy w sierpniu 1278 w bitwie pod Suchymi Krutami. Przypuszcza się, że do zaślubin doszło jeszcze w 1277, ponieważ właśnie wtedy – po odzyskaniu wolności za cenę odstąpienia Bolesławowi Rogatce trzeciej części ziem, ze Środą i Strzegomiem, odziedziczonych po stryju Władysławie wrocławskim – zawarcie sojuszu z księciem opolskim było dla Henryka Prawego najbardziej korzystne. Na podstawie supliki do papieża przedstawiona hipoteza przyjmuje, że ceremonia ślubna odbyła się w księstwie opolskim, a przewodniczył jej biskup wrocławski Tomasz II. Najprawdopodobniej dopiero po uzyskaniu lat sprawnych Piastówna przybyła do księstwa Henryka.
Po zażegnaniu sporu z Henrykiem Prawym na zjeździe w Wiedniu z marca 1280 Władysław opolski wystawił dokument, w którym obiecywał księciu wrocławskiemu, nazwanemu w akcie zięciem, udzielenie pomocy w uzyskaniu polskiej korony królewskiej. Warunkiem wsparcia miała być koronacja królewska córki księcia opolskiego, która już wtedy znajdowała się u boku męża. Podający w wątpliwość wiarygodność suplik do papieża wskazują na możliwość, iż zarówno wystawienie wspomnianego aktu przez księcia opolskiego, jak i zawarcie małżeństwa miało miejsce w Wiedniu w 1280. W 1281 lub 1282 zmarł Władysław opolski. Odtąd stosunki Henryka z synami zmarłego księcia układały się różnie. Przyczyny nieporozumień prawdopodobnie tkwiły w nieudzieleniu pomocy przez książąt opolskich w staraniach księcia wrocławskiego o koronę królewską, a także bezdzietności małżeństwa Henryka i Władysławówny.

#### Oddalenie żony przez Henryka IV Prawego
W literaturze niemal powszechnie akceptowany jest pogląd o odrzuceniu córki Władysława opolskiego przez Henryka Prawego. Opiera się on na wniosku, iż wystawcami skarg do papieża, na księcia, który oddalił od siebie żonę oraz wygnał biskupa, są książęta opolscy, szwagrowie Henryka. Zgodnie z tą hipotezą Piastówna opolska została odtrącona przez męża najpóźniej w 1287, ponieważ na przełomie 1287/1288 książę wrocławski poślubił Matyldę, córkę margrabiego brandenburskiego Ottona V Długiego.
U podstaw decyzji Piasta legł jego spór z biskupem Tomaszem II. Wygnany ze swoich włości biskup został przyjęty w Raciborzu przez braci Piastówny, Mieszka i Przemysława. 18 kwietnia 1287 Henryk zwrócił się do Mieszka z żądaniem nieudzielania pomocy Tomaszowi II pod groźbą zerwania dobrych stosunków. Ten odpowiedział odmownie, w zamian oferując księciu wrocławskiemu podjęcie się roli pośrednika w sporze. Pomimo przyjęcia tej propozycji Henryk postanowił oddalić żonę. Wpływ na tę decyzję, oprócz bezwartościowego dla Henryka sojuszu z książętami opolskimi, miał również fakt, iż kilkuletnie małżeństwo z córką Władysława opolskiego wciąż pozostawało bezdzietne. Zarzut bezpłodności żony prawdopodobnie był jednak bezzasadny, ponieważ Henryk nie doczekał się potomstwa także z drugiego małżeństwa z Matyldą brandenburską. Piastowie opolscy wysłali do papieża dwie supliki z prośbą o wpłynięcie na Henryka, aby ten ponownie przyjął ich siostrę. Nie spotkały się one jednak z odzewem z pewnością dlatego, że zostały wystosowane w trakcie sediswakancji między śmiercią papieża Honoriusza IV 3 kwietnia 1287 a wyborem Mikołaja IV 22 lutego 1288.

#### Poglądy o śmierci w latach 80. XIII w.

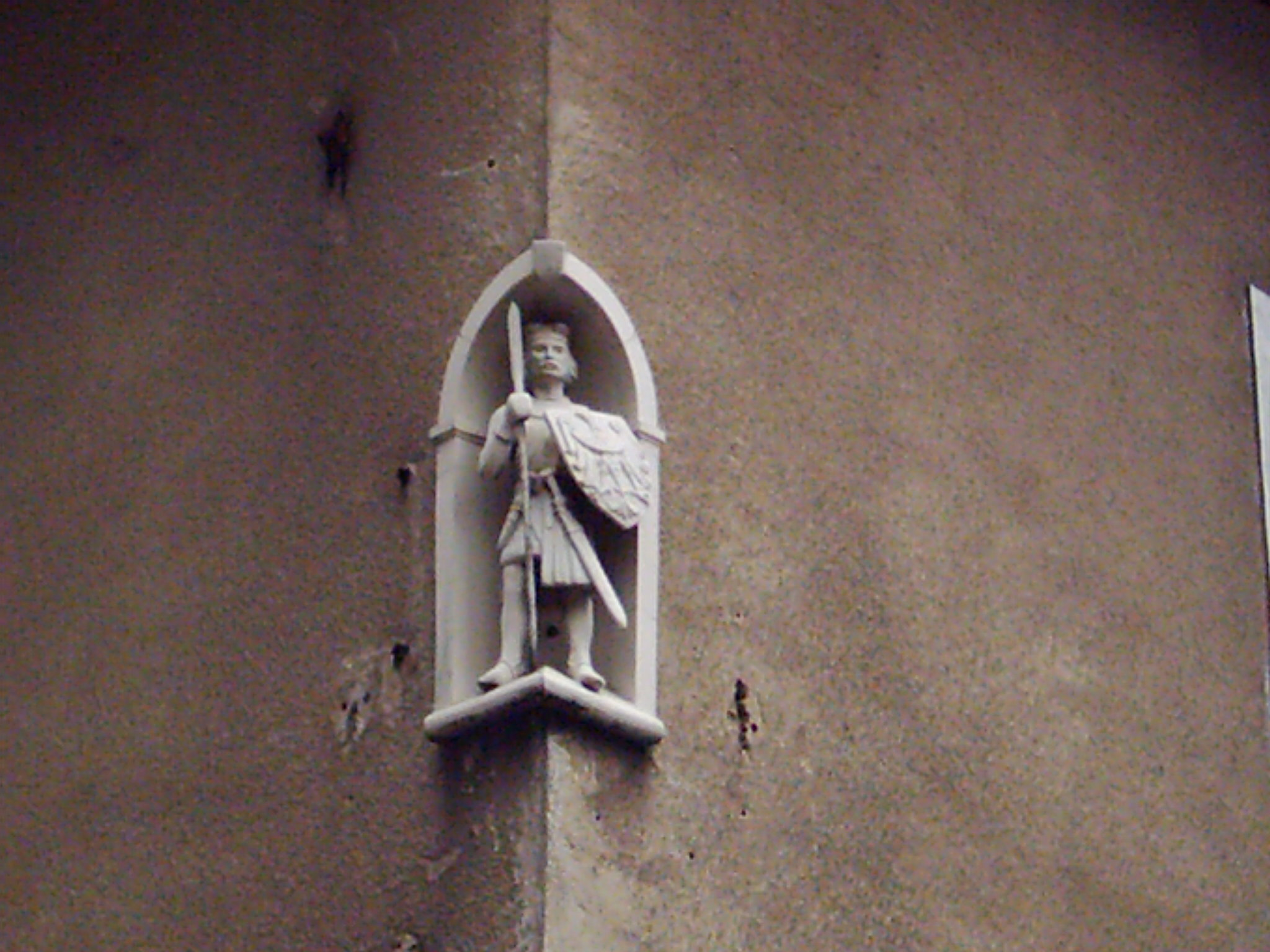
Figura Władysława opolskiego w niszy kamienicy na rogu ulic Władysława Opolskiego i Kościelnej w Wodzisławiu Śląskim

W literaturze można spotkać się z dwoma poglądami, według których pierwsza żona Henryka Prawego zmarła w latach 80. XIII w., przed zawarciem przez niego kolejnego małżeństwa, z Matyldą brandenburską. Hipotezy te sprzeciwiają się utożsamieniu córki Władysława opolskiego z Konstancją wodzisławską.
Pierwsza hipoteza, wcześniejsza od poglądu identyfikującego, zakłada, że odtrącona przez Henryka Prawego Piastówna zmarła zapewne w 1287 lub 1288, a więc wkrótce przed zawarciem przez niego drugiego małżeństwa. W uzasadnieniu zwrócono uwagę na fakt, iż źródła nie przekazały nic o przedsięwzięciach księcia wrocławskiego mających na celu unieważnienie małżeństwa z córką Władysława opolskiego jak i o przeszkodach, z wyjątkiem bliskiego pokrewieństwa, przed poślubieniem Matyldy brandenburskiej. Ponadto wskazano na brak informacji źródłowych relacjonujących problemy Henryka wynikające z nieuregulowanej sytuacji małżeńskiej w trakcie starań o koronę królewską. Hipoteza ta została w literaturze zakwestionowana. Wskazano, że małżeństwo Henryka z córką Władysława opolskiego było nieważne bez uzyskania dyspensy papieskiej z racji bliskiego powinowactwa między małżonkami – matka Henryka, Judyta mazowiecka, wyszła za mąż za jego ojca, Henryka Białego, jako wdowa po Mieszku II Otyłym, stryju Piastówny. Ponadto w omawianych czasach istniał jeszcze obyczaj, który umożliwiał odsunięcie niepłodnej żony. W związku z tym zabiegi Henryka unieważniające małżeństwo nie były potrzebne.
Według drugiej hipotezy córka Władysława opolskiego nie została przez męża oddalona, lecz zmarła niedługo po zaślubinach. Wskazuje na to fakt, że jako żona Henryka nie została ona wymieniona przez sumiennego autora Genealogii św. Jadwigi, któremu kilkukrotnie zdarzyło się pominąć współmałżonków potomków św. Jadwigi z krótkotrwałych i bezdzietnych małżeństw. Natomiast jedyne źródła wzmiankujące o wypędzeniu żony przez Henryka Prawego – przypisywane synom Władysława opolskiego dwie skargi do papieża na księcia, który odsunął od siebie siostrę skarżących oraz wygnał biskupa – są uznawane przez tę hipotezę za niewiarygodne. Oprócz bagatelizowanego występowania w drugiej suplice nieprawdy, iż w momencie zaślubin Henryka i Piastówny opolskiej jej bracia byli małoletni, zwrócono uwagę na kolejne sprzeczności wynikające z przyjęcia tych dokumentów za prawdziwe. Pierwsza skarga została skierowana do papieża Grzegorza, podczas gdy jedyny papież o tym imieniu sprawujący pontyfikat w drugiej połowie XIII w., Grzegorz X, zmarł w 1276, a więc przed opisywanymi w suplikach wydarzeniami. Z treści obydwu dokumentów wynika, że mąż, który odrzucił żonę, był władcą obcym, ale jednocześnie oboje małżonkowie pochodzili z tej samej diecezji. Wreszcie o oddaleniu żony przez Henryka Prawego nie wspomniał toczący w tym czasie spór z księciem biskup Tomasz II, który skrupulatnie wyliczał książęce występki.

### Pogląd o Konstancji jako córce Przemysława raciborskiego
Według poglądu głoszącego, iż Konstancja była córką księcia raciborskiego Przemysława i Anny, córki księcia czerskiego Konrada II, Piastówna urodziła się przed 1307. Przyjmuje się, że była ona najmłodszym dzieckiem książęcej pary. Jej imię nawiązywało zapewne do opatki trzebnickiej Konstancji, córki Ziemomysła inowrocławskiego, o ile jej brat, Leszek, otrzymał imię po Leszku Czarnym. Konstancja najprawdopodobniej nie wyszła za mąż. Do śmierci w 1351 przebywała w Wodzisławiu, który z pewnością stanowił jej dożywotnie uposażenie.
Przyjmując ten pogląd za prawdziwy, łatwiej wytłumaczyć nazwanie Konstancji w bulli papieskiej księżną (ducissa) raciborską. Według jednej opinii, gdyby Konstancja była córką Władysława opolskiego, wówczas odpowiednim tytułem dla niej w tym dokumencie byłoby miano księżnej opolskiej. Ponadto z rezerwą podchodzi się do koncepcji, zgodnie z którą Konstancja, córka Władysława opolskiego, miałaby przeżyć około 86 lat. Na korzyść hipotezy o pochodzeniu Konstancji od Przemysława raciborskiego wskazuje również fakt, iż bardziej zrozumiałe jest przekazanie księstwa wodzisławskiego siostrze niż ciotce ze strony ojca przez Leszka raciborskiego po śmierci matki, Anny mazowieckiej, o ile Wodzisław faktycznie stanowił jej oprawę wdowią. Kolejnego argumentu za tym poglądem dostarczyły badania archeologiczne w przyklasztornym kościele Dominikanek raciborskich. Przeprowadzone ekspertyzy wykazały, że w połowie XIV w. została tam pochowana zmarła wskutek choroby zakaźnej około 40-letnia kobieta. Gdyby odkryte szczątki należały do Konstancji, wówczas jej ojcem byłby Przemysław raciborski.

### Panowanie Konstancji w księstwie wodzisławskim

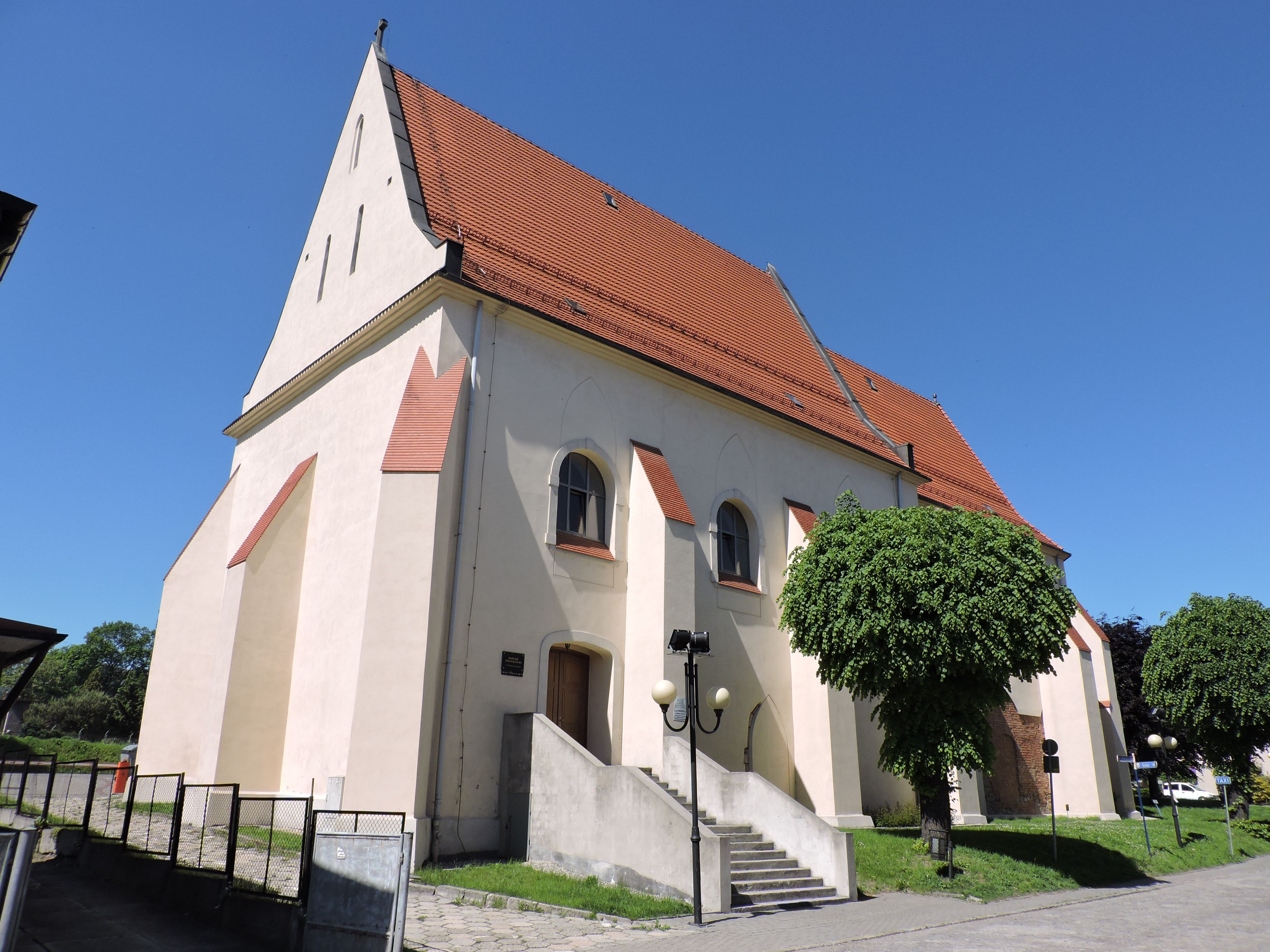
Wodzisławski kościół św. Trójcy z XIV w.

Zgodnie z hipotezą utożsamiającą Konstancję z córką Władysława opolskiego Piastówna po odrzuceniu przez męża przybyła do Raciborza, wspólnej siedziby braci Mieszka i Przemysława. Za przebywaniem w tym mieście przemawia według tej koncepcji nazwanie Konstancji księżną (ducissa) raciborską w bulli papieskiej z 22 września 1321, w której Władysław oświęcimski i jego żona Eufrozyna otrzymali prawo wyboru własnego spowiednika. Kwestią sporną jest ustalenie, jak długo Piastówna przebywała w Raciborzu. Według jednego poglądu wkrótce po przybyciu do braci Mieszko wyznaczył jej dożywotnie uposażenie w postaci księstwa wodzisławskiego, stanowiącego część dzielnicy raciborskiej. Inna hipoteza zakłada, że Konstancja przebywała w Raciborzu do śmierci Anny mazowieckiej (po 13 lipca 1324), wdowy po Przemysławie raciborskim, która przed nią administrowała księstwem wodzisławskim jako swym dożywociem. Wówczas syn zmarłej Leszek przekazał Konstancji ziemię wodzisławską, przy czym łatwiej wyjaśnić to nadanie, w przypadku gdyby Konstancja była jego siostrą aniżeli ciotką ze strony ojca.
W czasie rządów Konstancji na obszarze jej księstwa miały miejsce dwa doniosłe wydarzenia. Pierwszym z nich był najazd Kazimierza Wielkiego na Śląsk z czerwca 1345 w trakcie wojny polsko-czeskiej. Wojska polskie zdobyły sąsiadujące z ziemią Konstancji Pszczynę i Rybnik, a także obległy Żory. Jedynie obecność króla Czech Jana Luksemburskiego pomiędzy Wodzisławiem a Frysztatem powstrzymała króla polskiego przed atakiem na siedzibę Konstancji. Drugim wydarzeniem była epidemia dżumy, w wyniku której być może księżna Konstancja zmarła.
Wysunięto również hipotezę, że podczas swego panowania w Wodzisławiu, Konstancja była fundatorką okazałego kościoła świętej Trójcy, powstałego w XIV w. przy klasztorze franciszkanów w Wodzisławiu. W świetle ustaleń dokonanych w latach 2010—2015 okres powstania świątyni pokrywa się z czasem panowania księżnej Konstancji w Wodzisławiu.
W Wodzisławiu Konstancja rządziła aż do śmierci w 1351, o której informuje Kronika raciborska. Wówczas spadkobierca Piastów raciborskich, mąż Anny raciborskiej, Mikołaj II opawski na powrót złączył księstwo wodzisławskie z dzielnicą raciborską.

## Miejsce pochowania

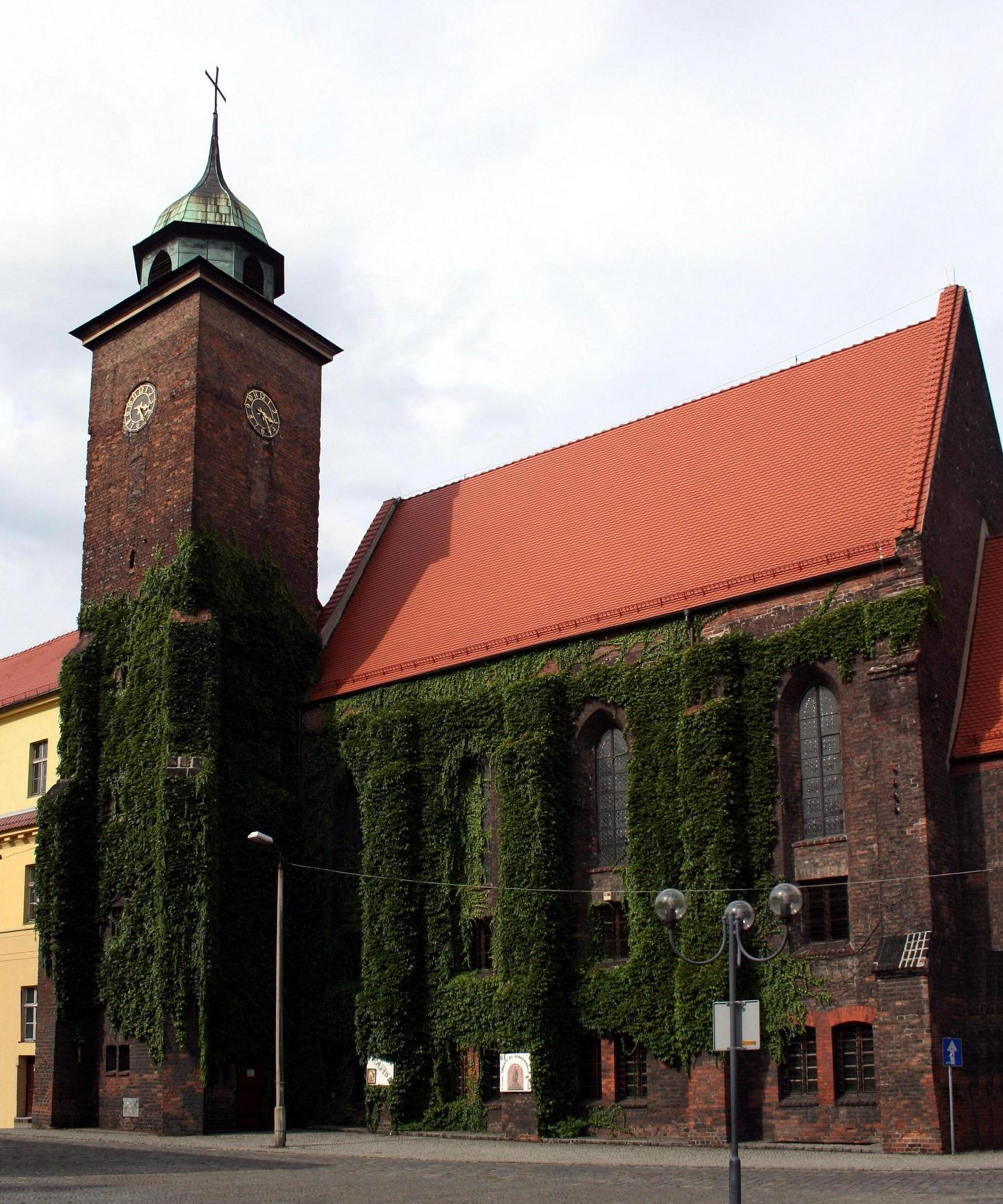
Kościół klasztoru dominikanek w Raciborzu – najbardziej prawdopodobne miejsce pochowania Konstancji

Miejsce pochówku Konstancji nie jest znane. Przypuszcza się, że Piastówna została pochowana w Wodzisławiu (w kościele parafialnym bądź w klasztorze minorytów) albo – co bardziej prawdopodobne – w kościele przy klasztorze dominikanek w Raciborzu.
W 1992 w trakcie badań wykopaliskowych w kościele dawnego klasztoru dominikanek (obecnie muzeum) w Raciborzu natrafiono na grób pochodzący z poł. XIV stulecia. Wewnątrz znajdowały się szczątki kobiety zmarłej w wieku około 40 lat. Obok nich natrafiono na liczne ślady wapna, co wskazywałoby na fakt, iż osoba spoczywająca w grobie zmarła w wyniku choroby zakaźnej. Wiadomo, że w latach 1349–1351 księstwo wodzisławskie nawiedziła epidemia dżumy. Jeżeli więc w trakcie badań zostały odkryte szczątki Konstancji, wówczas można by było wnosić, że była ona córką Przemysława raciborskiego.

## Konstancja w sztuce i kulturze masowej
Określenie preclarissima (najświatlejsza, najjaśniejsza), którym Konstancja została scharakteryzowana w Kronice raciborskiej, wskazuje, że jako władczyni zdobyła duży szacunek swoich poddanych. Dowodzi tego również fakt, że w miejscowych legendach i podaniach, jak choćby w Szarej Pani czy Wodzisławskiej Pani, jawi się jako postać pozytywna.
W Wodzisławiu Śląskim znajdują się ślady upamiętniające księżnę Konstancję. Piastówna patronuje tamtejszym: ulicy (ul. Księżnej Konstancji), gimnazjum (Gimnazjum nr 4 im. Wodzisławskiej Księżnej Konstancji), a także jednemu z pomnikowych dębów nad kąpieliskiem Balaton (Konstancja). Natomiast w niszy kamienicy przy rynku nr 13, u wylotu ulicy Księżnej Konstancji, znajduje się figura z piaskowca z wyobrażeniem księżnej, autorstwa Wiesława Kamińskiego, ufundowana przez Towarzystwo Miłośników Ziemi Wodzisławskiej w 2000 r.